# Samsung Securities Cup 2010
La Samsung Securities Cup 2010 è stato un torneo professionistico di tennis maschile giocato sul cemento, che faceva parte dell'ATP Challenger Tour 2010. Si è giocato a Seul in Corea del Sud dal 18 al 24 ottobre 2010.

## Partecipanti

### Teste di serie
| Nazionalità   | Giocatore        | Ranking* | Testa di serie |
| ------------- | ---------------- | -------- | -------------- |
| Taipei cinese | Lu Yen-hsun      | 42       | 1              |
| Sudafrica     | Kevin Anderson   | 64       | 2              |
| Francia       | Florent Serra    | 80       | 3              |
| Israele       | Dudi Sela        | 84       | 4              |
| India         | Somdev Devvarman | 95       | 5              |
| Portogallo    | Frederico Gil    | 96       | 6              |
| Giappone      | Gō Soeda         | 104      | 7              |
| Slovenia      | Grega Žemlja     | 129      | 8              |

- Ranking all'11 ottobre 2010.

### Altri partecipanti
Giocatori che hanno ricevuto una wild card:
- Cho Soong-jae
- Chung Hong
- Lu Yen-hsun
- Noh Sang-woo

Giocatori passati dalle qualificazioni:
- Treat Conrad Huey
- Nam Ji-sung
- Ante Pavić
- Daniel Yoo

## Campioni

### Singolare
Lu Yen-hsun ha battuto in finale  Kevin Anderson con il punteggio di 6–3, 6–4

### Doppio
Rameez Junaid /  Frank Moser hanno battuto in finale  Vasek Pospisil /  Adil Shamasdin con il punteggio di 6–3, 6–4